# سيدار كريك (ميزوري)
سيدار كريك (بالإنجليزية: Cedar Creek)‏ هي إحدى المجتمعات الفردية (غير مصنفة) في ولاية ميزوري في الولايات المتحدة الأمريكية.